# Nigel Martyn
Antony Nigel Martyn (St Austell, Inglaterra, 11 de agosto de 1966) es un exfutbolista inglés, se desempeñaba como guardameta. Inició su carrera deportiva debutando en 1987 en el Bristol Rovers con el paso de los años se consagró para enrolarse en el Crystal Palace. Luego de unas buenas actuaciones entró al equipo de ensueño el Leeds United donde pasó cerca de 7 años. Su último club fue el Everton FC del cual se retiró en 2006.

## Clubes
| Club              | País       | Año         |
| ----------------- | ---------- | ----------- |
| Bristol Rovers FC | Inglaterra | 1987 - 1989 |
| Crystal Palace FC | Inglaterra | 1989 - 1996 |
| Leeds United FC   | Inglaterra | 1996 - 2003 |
| Everton FC        | Inglaterra | 2003 - 2006 |

- Datos: Q291022